# Rhododendron chrysodoron
Rhododendron chrysodoron là một loài thực vật có hoa trong họ Thạch nam. Loài này được Tagg ex Hutch. miêu tả khoa học đầu tiên năm 1934.